# Umm al-Huta
Umm al-Huta (arab. أم الهوتة) – wieś w Syrii, w muhafazie Aleppo, w dystrykcie Dżabal Siman. W 2004 roku liczyła 202 mieszkańców.